# Lemahtamba
Lemahtamba is een bestuurslaag in het regentschap Cirebon van de provincie West-Java, Indonesië. Lemahtamba telt 3668 inwoners (volkstelling 2010).